# Cordia minuta
Cordia minuta är en insektsart som beskrevs av Synave 1954. Cordia minuta ingår i släktet Cordia och familjen spottstritar. Inga underarter finns listade i Catalogue of Life.